# Kaczor, którego nie było
Kaczor, którego nie było (ang. The Duck Who Never Was) – komiks Dona Rosy, po raz pierwszy wydany w maju 1994 roku. Został stworzony z okazji 60 rocznicy powstania postaci Kaczora Donalda. W Polsce został wydany w numerze 2014/9 czasopisma Kaczor Donald, z okazji 20-lecia pisma.

## Fabuła
Kaczor Donald jest bardzo smutny, ponieważ myśli, że siostrzeńcy zapomnieli o jego urodzinach. Jadąc do nowej pracy, Kaczor rozmyśla o swojej nicości i dochodzi do wniosku, że nawet gdyby nigdy nie pojawił się w Kaczogrodzie, w życiu jego rodziny i przyjaciół nic by się nie zmieniło.
W Muzeum Kaczogrodzkim szef działu kadr błędnie odczytuje formularz, który wypełnił Donald, i dochodzi do wniosku, że ma przed sobą 60-latka - osobę, która z powodu wieku nie może już pracować. Rozgoryczony ignorancją urzędnika Donald strąca z postumentu wazon, z którego wydostaje się dżinn. Duch oznajmia, że jest w stanie spełnić jedno życzenie osoby, która w dniu jego wypowiedzenia obchodzi urodziny. Kaczor nie wierzy temu i przypadkowo życzy sobie nigdy nie urodzić się. Dżinn natychmiast spełnia to życzenie.
Po wyjściu z Muzeum Donald dostrzega, że jego okolice są zrujnowane, a jego samochód zniknął. Nagle widzi samochód Babci Kaczki, ale w środku zamiast niej znajduje się Diodak. Oznajmia zdumionemu Donaldowi, że lata temu kupił samochód i farmę Anetty Kaczor, kiedy przestał być sławnym wynalazcą: w czasie eksperymentu (opisanego w komiksie The Think Box Bollix) stracił swój umysł wynalazcy i stał się zwykłą, niezbyt inteligentną osobą, niebędącą w stanie poradzić z trudami rolniczego życia.
Donald postanawia udać się do Sknerusowego skarbca i stamtąd skorzystać z telefonu. Zamiast panny Dziab zastaje Babcię Kaczkę, a zamiast złota McKwacza - maszyny drukarskie: okazuje się, że budynek przejęła Daisy, która, aby wypełnić czymś swoje samotne życie, postanowiła pisać pamiętniki. Jej utwory stały się światowymi bestsellerami, ale pieniądze nie dały jej szczęścia. Po chwili wchodzi ona do budynku i okazuje się być brzydka i zarozumiała. Wygania Donalda na zewnątrz.
Po tym zdarzeniu Kaczor dochodzi do wniosku, że urodzinowy dżin miał rację i naprawdę w dziejach Kaczogrodu nigdy nie zaistniał Kaczor Donald. Szukając kogoś, kto mógłby mu wyjaśnić okropny stan, w jakim znajduje się miasto, trafia na Gęgula Gęga (zabiedzonego i wychudzonego). Gęg tłumaczy Donaldowi, że jako syn córki brata matki męża siostry Sknerusa, pracował dla McKwacza, ale już pierwszego dnia został oszukany przez Magikę De Czar, której nieświadomie wręczył pierwszą dziesięciocentówkę. Dzięki niej czarownica stała się najbogatszą kaczką na świecie. Drugie miejsce w rankingu bogaczy zajął Granit Forsant, który zdołał przejąć cały majątek Sknerusa i wywieźć go do swojej posiadłości w Afryce. Kaczogród stracił dochód z podatków McKwacza i stał się wymarłym miastem. Sam Sknerus stał się bezdomnym nędzarzem, o którego troszczy się jedynie Gęg.
Przerażony Donald ucieka i jedzie do domu Gogusia, chcąc sprawdzić, czy jego kuzyn stracił przychylność fortuny, na co diabelsko liczy. Na miejscu zastaje Hyzia, Dyzia i Zyzia – chorobliwie otyłych, cynicznych i niemających w sobie ani krzty chęci do działania, którą znał Donald. Okazuje się, że Goguś adoptował ich, kiedy byli jeszcze kaczątkami i rozpuścił ich przez swoje niezmienione szczęście. Gdy gospodarz wraca do domu, oskarża Donalda o kradzież samochodu (który Goguś wygrał lata temu) i przekazuje go w ręce policjantów. Okazują się być nimi sami Bracia Be, po upadku Sknerusa niemający nic do roboty. Rzucają się za nim w pogoń.
Kaczor Donald ostatecznie przekonuje się, że był ważną osobą dla swojej rodziny, i rusza do ruin Muzeum, by odnaleźć dżinna i "ponownie się urodzić". W ostatniej chwili udaje mu się to; uszczęśliwiony wraca do domu, gdzie krewni czekają na niego z przyjęciem urodzinowym - 60. przyjęciem urodzinowym.

## Ciekawostki
- Komiks ten wykorzystuje popularny w popkulturze (wykorzystany m.in. w filmie To wspaniałe życie, Family Man, Mr. Destiny, a także 54. odcinku serialu Alf) motyw bohatera, który ma okazję widzieć, jak potoczyłyby się losy świata, gdyby w określonym momencie podjął inną decyzję (lub gdyby w ogóle się nie narodził).
- W tym komiksie datą urodzenia Donalda jest 9 czerwca.